# Kamza
Kamza (également appelée Kamëz, Kambëza) est une municipalité d'Albanie située dans la banlieue nord de Tirana. L'étymologie du nom vient du terme désignant l'olivier sauvage en langue albanaise. Sa population était en 2012 de 104 190 habitants, mais elle intégra la municipalité de Paskuqan en 2015, portant sa population actuelle à environ 127000 habitants.
Elle fait partie du district de Tirana et de la préfecture de Tirana.
Depuis le début des années 1990 et l'expansion de Tirana elle fait partie de la conurbation de cette dernière. Elle bénéficie de la proximité de l'aéroport de Rinas et de l'autoroute en direction de Durrës, deuxième ville du pays.
Le principal employeur de la ville était la mine de charbon de Valias, close à la chute du régime communiste.
Le principal club de football KS Kamza, participe au championnat d'Albanie de football D2 au stade de Kamza. Il s'agit du site de l'Université agricole de Tirana.

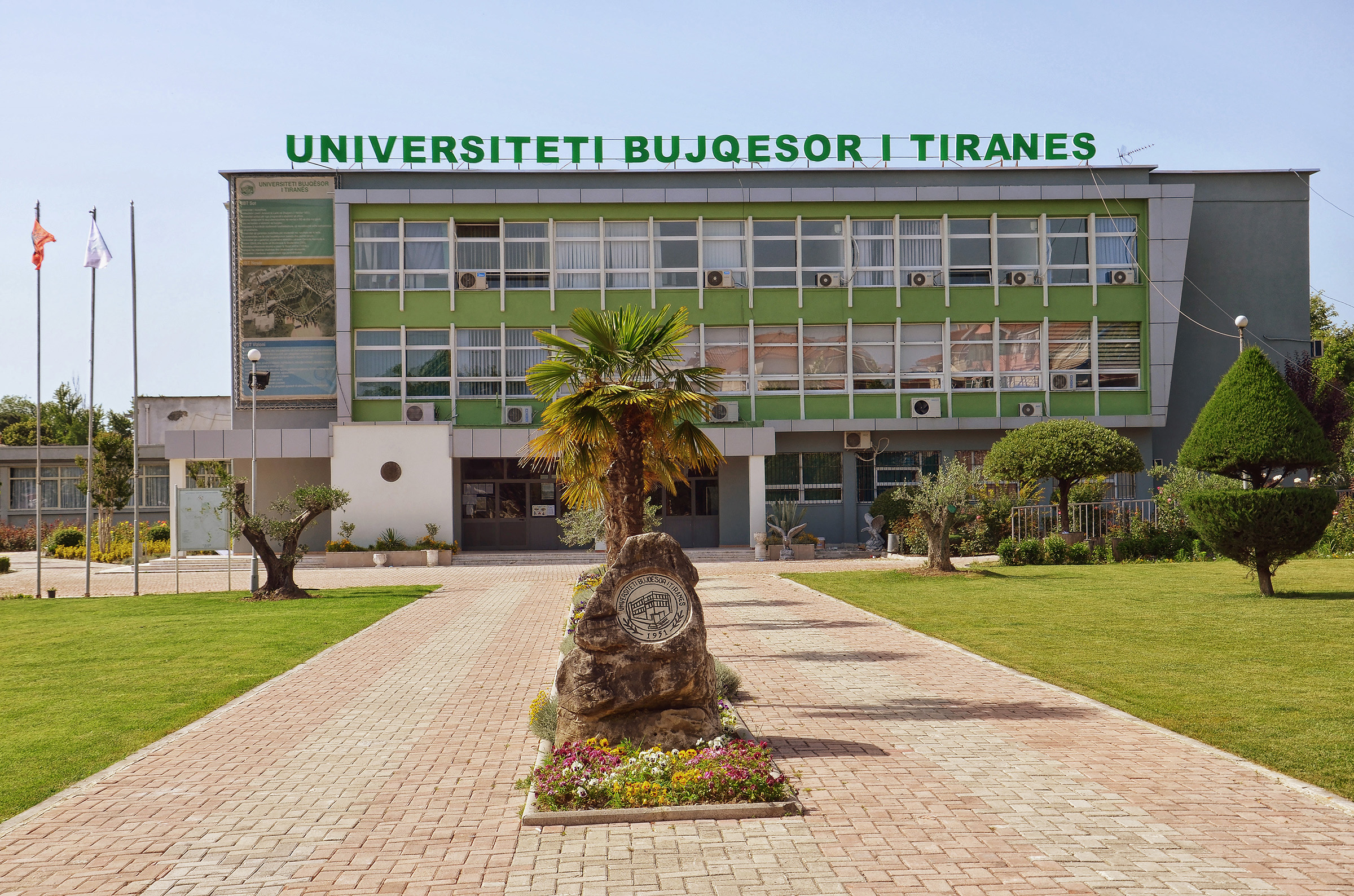
L'université agricole
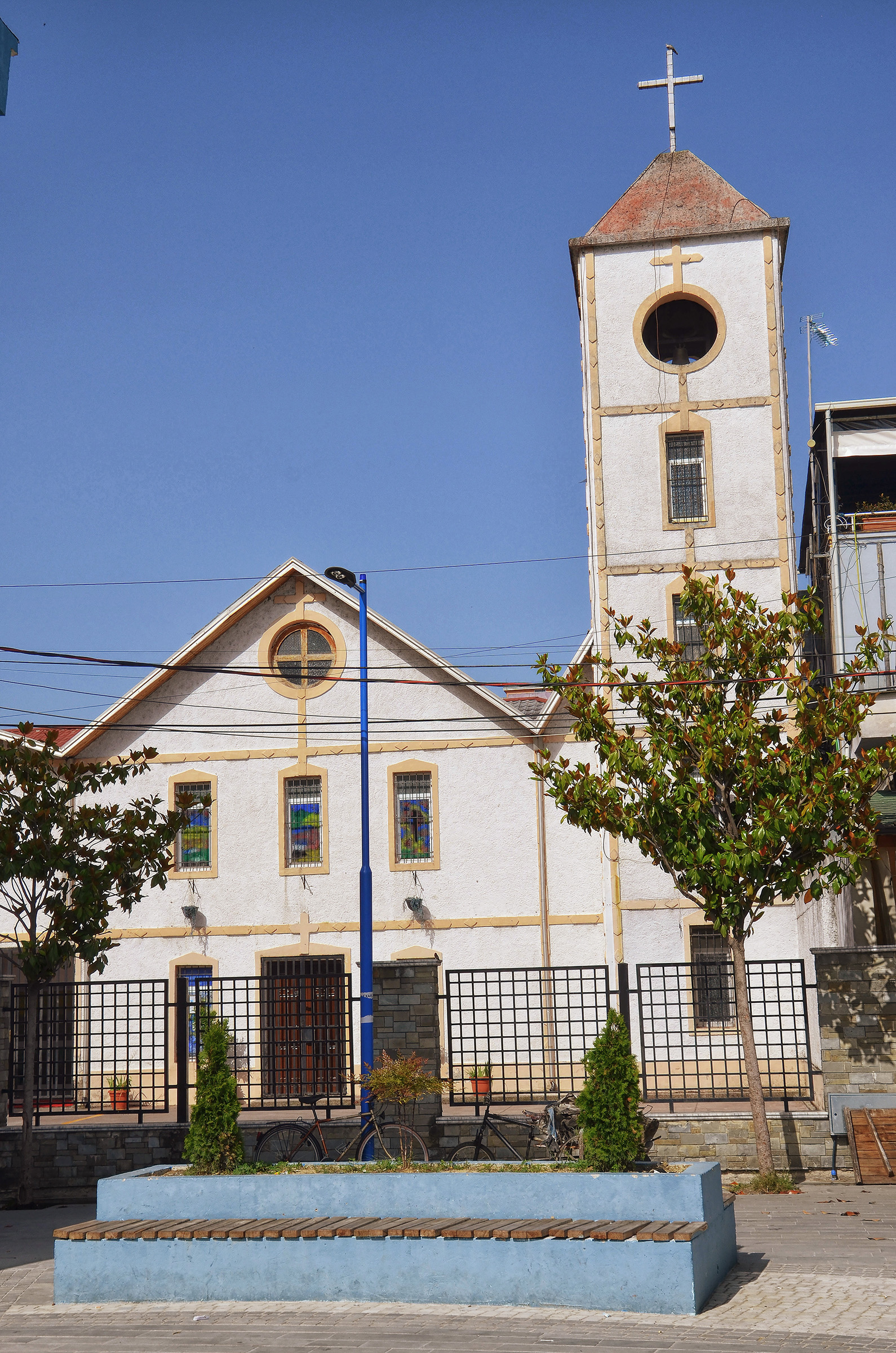
L'église catholique
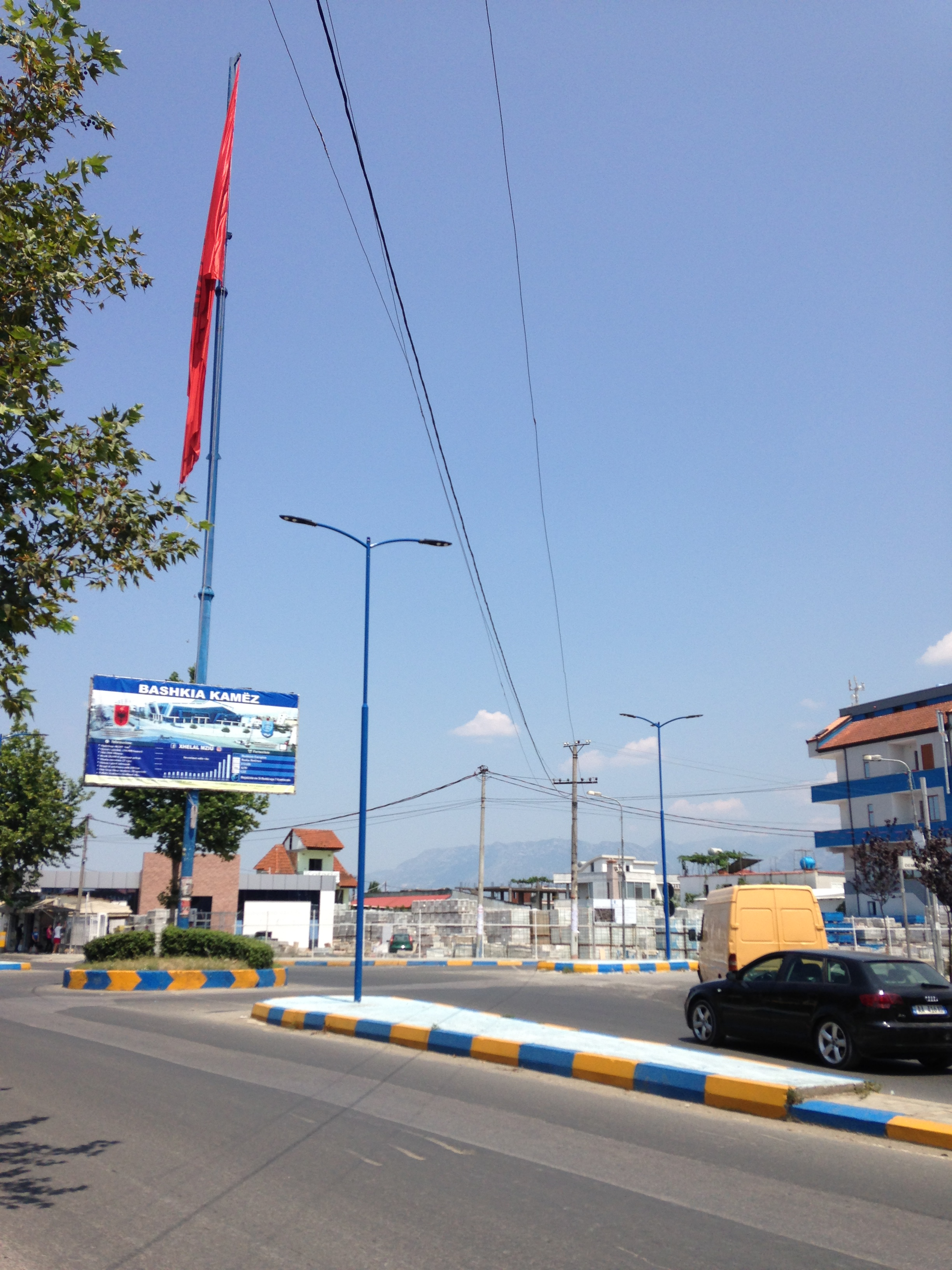
Drapeau monumental
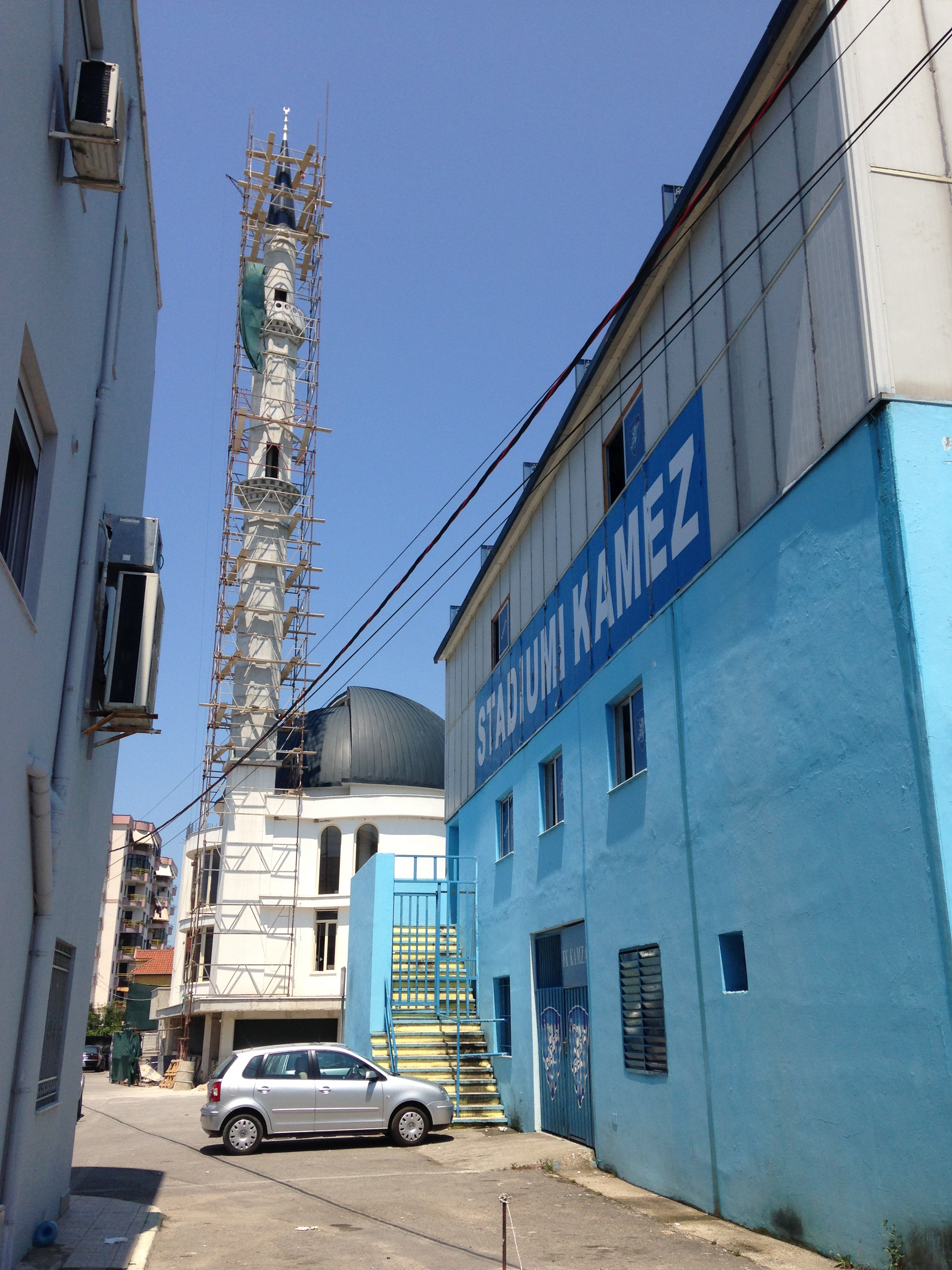
La mosquée
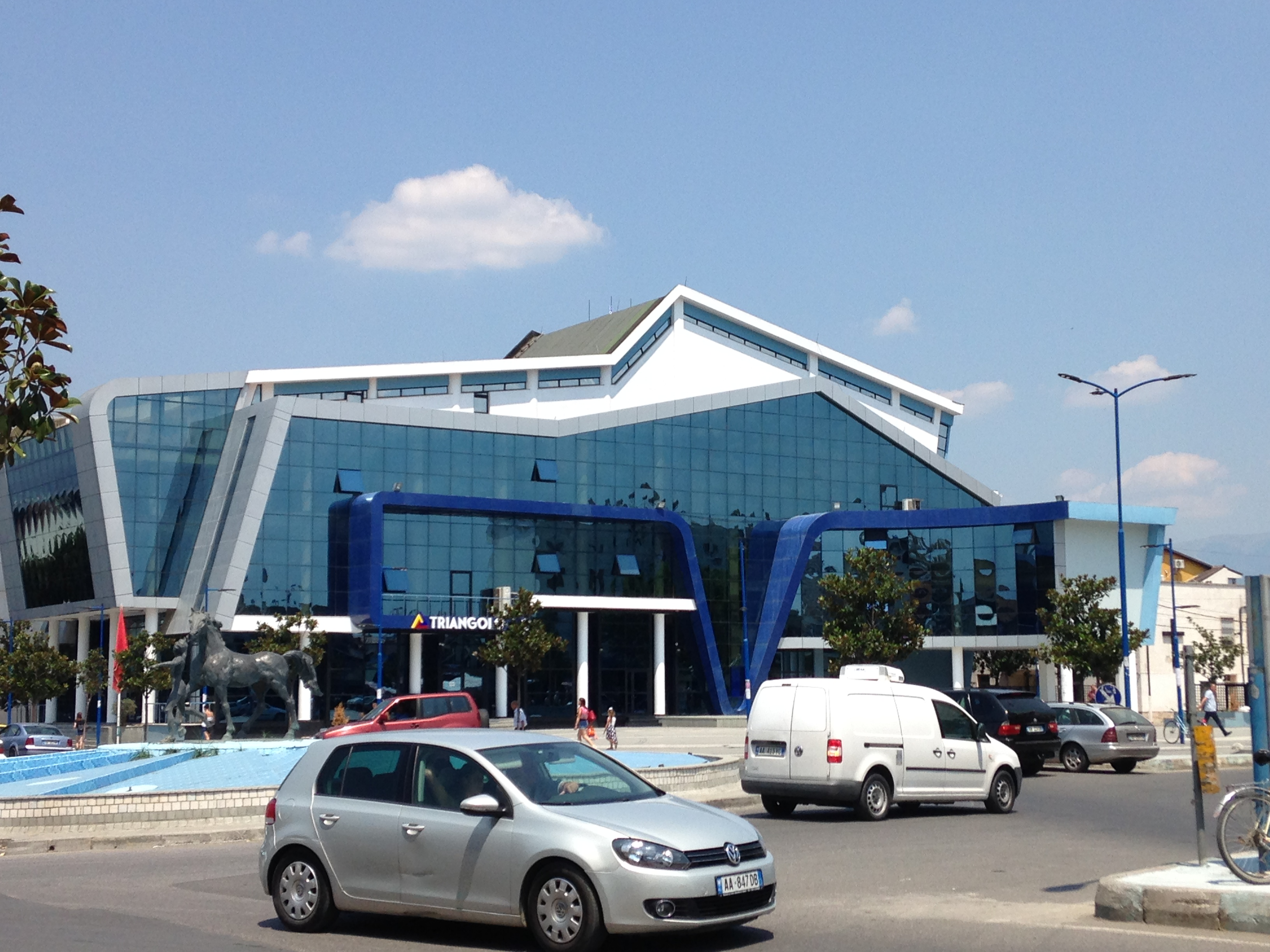
L'hôtel de ville
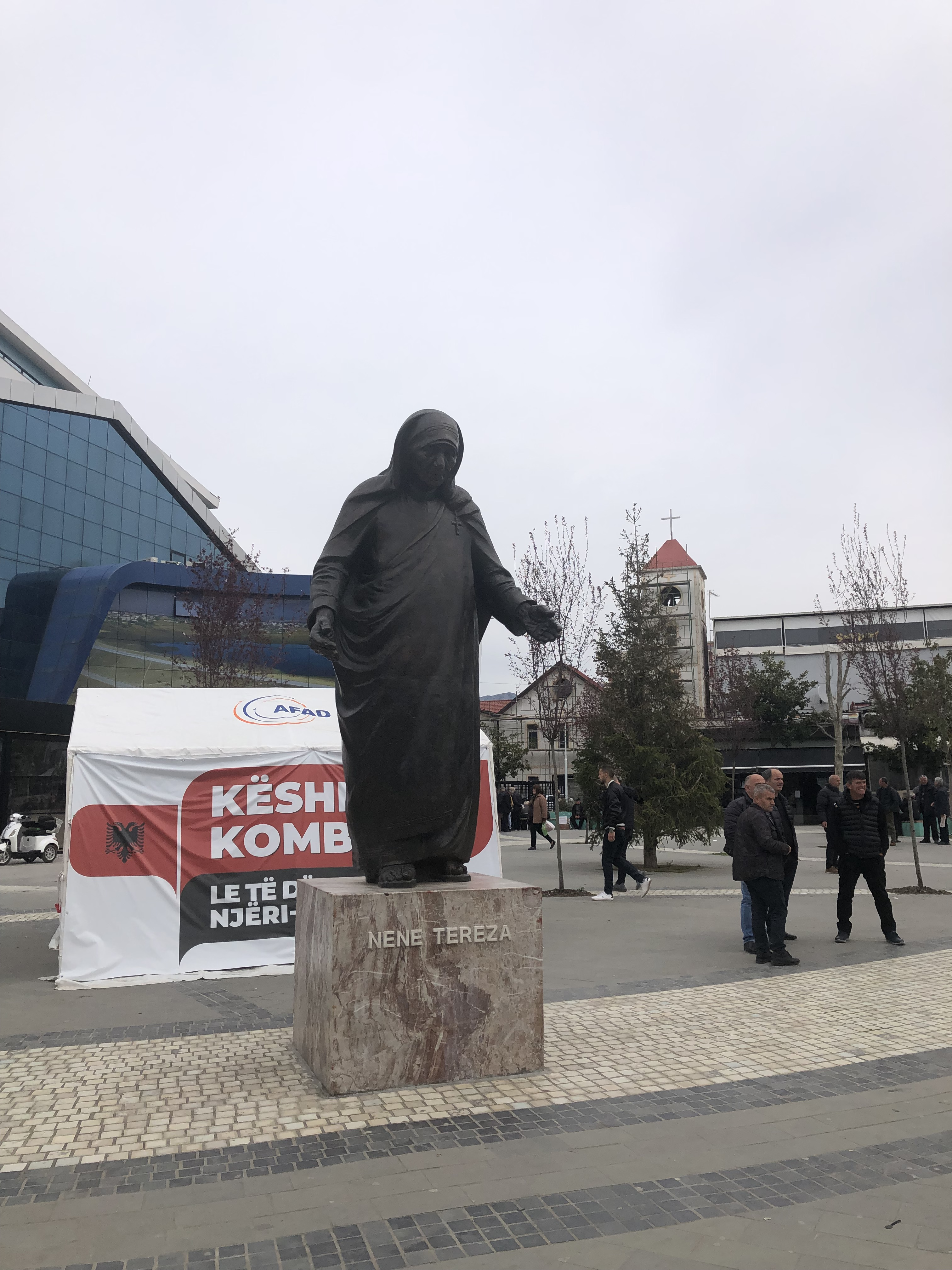
Statue de Mère Térésa

## Jumelages
| Ville | Ville     | Pays | Pays       | Période                |
| ----- | --------- | ---- | ---------- | ---------------------- |
|       | Kemalpaşa |      | Turquie    |                        |
|       | Macerata  |      | Italie     | depuis le 13 mars 2010 |
|       | Yonkers   |      | États-Unis |                        |